# James Audley (chevalier de la Jarretière)
Pour les articles homonymes, voir James Audley.
James Audley (vers 1318 – vers le 23 août 1369), est un chevalier anglais de la guerre de Cent Ans connu pour ses exploits au combat. Il est l'un des membres fondateurs de l'ordre de la Jarretière. Il ne doit pas être confondu avec ses nombreux contemporains aussi nommés James Audley, notamment son cousin le 2e baron Audley († 1386).

## Biographie
Il est le fils illégitime de Sir James Audley († 1334) de Stratton Audley (Oxfordshire), et d'Eva, fille de Sir John Clavering. 
Il entre au service d'Édouard dit « le Prince Noir », prince de Galles, fils du roi Édouard III d'Angleterre avant 1346, et y reste une grande partie de sa vie. Il prend part à la bataille de Crécy (1346) et est présent à la prise de Calais en 1347. Il est possible qu'il ait été présent à la bataille de L'Espagnols sur Mer (1350).
En 1355, il accompagne le Prince Noir en Guyenne. Il participe à la chevauchée vers le Languedoc et Narbonne, et, avec John Chandos, son inséparable frère d'armes, combat Jean Ier, comte d'Armagnac dans la région toulousaine.
Il participe à la bataille de Poitiers (1356) où ses exploits sont rapportés notamment par Jean Froissart. Il aurait fait le vœu d'être en première ligne pour être le premier à engager le combat. Après la victoire anglaise, il est dit être retrouvé épuisé, « plus mort que vivant ». En récompense, le Prince Noir lui octroie une généreuse pension à vie. Un peu plus tard, il est fait seigneur d'Oléron (Charente-Maritime).
En 1359-1360, il participe à la campagne anglaise en Champagne. Avec Chandos, il prend notamment le château de La Ferté-sous-Jouarre. Il retourne brièvement en Angleterre en 1361, où il occupe sa fonction principale, celle de connétable du château de Gloucester. Il retourne en Guyenne en 1362, et à part un court retour en Angleterre en avril 1363, y reste le reste de sa vie.
En 1366, le Prince Noir lui confie le gouvernement de la province de Guyenne. Lorsque les combats reprennent en 1369, il est envoyé comme lieutenant du prince en Poitou et Limousin. Il mène plusieurs campagnes de destruction dans le Berry et en Touraine, puis met le siège devant La Roche-sur-Yon (Vendée) avec Edmond de Langley, le comte de Cambridge.
Après la prise de la ville, il se retire à Fontenay-le-Comte, sentant probablement sa mort arriver. Il y meurt aux environs du 23 août 1369. Ses obsèques ont lieu en grande pompe à Poitiers. Son tombeau, dans la cathédrale de Poitiers, est détruit en 1562.
James Audley est l'un des membres fondateurs de l'ordre de la Jarretière, créé en 1348 par le roi Édouard III.

## Sources
- Michael Jones, « Audley, Sir James (c.1318–1369) », Oxford Dictionary of National Biography, Oxford University Press, édition en ligne, octobre 2005. DOI 10.1093/ref:odnb/895